# Fyllit

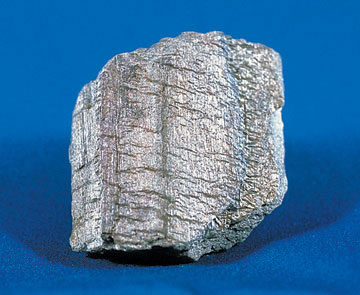
Fyllit

Fyllit är en folierad metamorf bergart. Primärt innehåller den kvarts, sericit, och klorit. Den återfinns normalt i kulörerna svart eller grått och den har en tendens att dela sig i skivor. 
Dess protolit är lerskiffer.